# SenerTec Kraft-Wärme-Energiesysteme
Die SenerTec Kraft-Wärme-Energiesysteme GmbH ist ein 1996 gegründetes Maschinenbauunternehmen mit Sitz in Schweinfurt, dessen Gründungszweck die Produktion und Vermarktung des Dachs-Mini-Blockheizkraftwerk war.

## Geschichte
Seit 1996 produziert und vertreibt die SenerTec Kraft-Wärme-Energiesysteme GmbH den Dachs, die erste in Serie produzierte Mikro-KWK-Anlage. Die Wurzeln des Unternehmens liegen, ebenso wie die des Dachs, im Hause Fichtel & Sachs (heute ZF Sachs), einem Zulieferer aus der Automobilindustrie. Dort wurde ab 1979 für eine verbrennungsmotorisch betriebene Luft-/Wasser-Wärmepumpe ein Einzylinder-Verbrennungsmotor entwickelt. Später folgte die Einbindung in ein Heizsystem basierend auf dem Prinzip der Kraft-Wärme-Kopplung (KWK).
Das Unternehmen ist mit über 36.000 installierten Dachs Mikro-KWK-Anlagen nach eigenen Angaben europaweit Marktführer.
2024 beschäftigte das Unternehmen rund 125 Mitarbeiter und verfügte über ein europaweites Netzwerk von ca. 1.000 Partnern. Seit 2009 gehört SenerTec zur Unternehmensgruppe BDR Thermea.

## Produkte
Die Dachs Produktfamilie von SenerTec erzeugt gleichzeitig Wärme und Strom nach dem Prinzip der Kraft-Wärme-Kopplung. Mit der kompakten Größe sollen diese Anlagen eine dezentrale Alternative zur getrennten Erzeugung von Strom im Großkraftwerk und Wärme im Heizkessel darstellen, welche sich, je nach Modell, für Wohnhäuser als stromerzeugende Heizung und Gewerbebetriebe gleichermaßen eignen.
Als Brennstoffe eignen sich beim ursprünglichen Dachs Erdgas, Flüssiggas (Dachs G/F 5.5), aber auch (nicht mehr zu erhalten) Heizöl und Biodiesel (RME) (Dachs HR 5.3). Auch gab es sogenannte Low NOx-Anlagen mit reduzierten Emissionswerten.
Seit 2011 vertreibt SenerTec den Dachs Stirling SE, eine Mikro-KWK-Anlage mit Stirlingmotor und 1 kW elektrischer Leistung für Immobilien mit moderatem Wärmebedarf (bspw. Einfamilienhäuser).
2014 wurde eine Kooperation mit Volkswagen zum Vertrieb des Mini-Blockheizkraftwerks EcoBlue 2.0 bekanntgegeben.
Seit 2015 beschäftigt sich SenerTec mit auf Brennstoffzellen-Technologie basierenden Mikro-KWK-Anlagen. Im darauf folgenden Jahr gab SenerTec eine gemeinsame Kooperation mit Toshiba Fuel Cell Power Systems und die Erweiterung des Produktportfolios um den Dachs InnoGen mit Brennstoffezelle bekannt.
Im März 2017 kommunizierte das Unternehmen gemeinsam mit dem Hamburger Ökoenergieanbieter LichtBlick eine Kooperation zur Entwicklung einer Strom-Community.

## Auszeichnungen
- 2000: Anerkennungspreis für hochentwickelte ökologische und wirtschaftliche Energietechnik beim Bayerischen Energiepreis 2000[4][5][6]
- 2004: Österreichischer Haustechnik-Award[5][6]
- 2005: Cogen Europe Annual Award[5][6]
- 2009: Public Sector Award der britischen Combined Heat and Power Association[7]
- 2012: Deutscher Energiesparpreis[8]
- 2014: Platz 31 beim Innovationsranking der Wirtschaftswoche der 3000 innovativsten Mittelständler (Kategorie Medizintechnik und Maschinenbau)[9]